# Tiroteos de Eching y Freising
Los tiroteos de Eching y Freising se produjo el martes 19 de febrero de 2002 en el antiguo lugar de trabajo y escuela de Adam Labus, de 22 años. Mató a tres personas e hirió gravemente a otra.

## Curso de eventos
Por la mañana, Labus, de origen polaco, se rapó la cabeza, se vistió con ropa de camuflaje militar, y tomó un taxi para dirigirse a la empresa de Eching (distrito de Freising), que le había despedido poco antes y donde había trabajado durante un año y medio en el departamento de llenado de contratos hasta que supuestamente le despidieron por pereza. Una vez allí, utilizó una Tokarev TT-33 yugoslava y una pistola de gas para matar al director de la planta, André Werner de 38 años, y disparó al capataz Johann Martini, de 40 años, que sucumbió a sus heridas poco después.
Después, tomó el mismo taxi hasta la escuela de negocios de Freising, a la que había asistido, mató al director Klaus Cislak de 52 años e hirió gravemente a un profesor de religión. Mientras tanto, hizo estallar bombas caseras. Eventualmente, Labus se suicidó con una bomba casera, una granada de mano y un tiro en la cabeza.
La policía no pudo recuperar el cadáver porque sospechaba que había otras armas o artefactos explosivos en la mochila de Labus. Finalmente, el cuerpo fue sacado de la escuela por un equipo de demolición.

## Perpetrador y motivos
Adam Labus, nacido en Zabrze en agosto de 1979, se trasladó con su familia de Polonia a Alemania en 1988. Le costó adaptarse al nuevo entorno. En repetidas ocasiones llamó la atención robando bicicletas y tuvo que vérselas una y otra vez con la policía. Labus era considerado rebelde, descarado y mal alumno en la escuela. Los profesores aún recordaban años después cómo Labus comentó su inminente expulsión de la escuela de negocios con cinco palabras. Amenazó al personal: "Ich werde Sie alle erschießen("Les dispararé a todos"). Tras su salida del colegio, Labus estuvo una vez en tratamiento psiquiátrico en 1995; Labus se había escapado entonces de la clínica de Múnich. Más tarde participó en un proyecto de resocialización en el Mar del Norte, en Dinamarca. Labus, que entonces ya vestía ropa de camuflaje, había intentado robar en una gasolinera. Labus empezó a coleccionar armas y se alistó en la Bundeswehr. Allí, sin embargo, fue puesto en libertad antes de tiempo por robar medicamentos.
Los investigadores supusieron que el motivo era la venganza por un despido pocos días antes del crimen. El tirador también había sido investigado por robo y estafa.
Debido a su aspecto y a su indumentaria, la policía de Erding no pudo excluir que Labus simpatizara con la escena neonazi; una actitud de extrema derecha era evidente en el joven de 22 años. Sin embargo, la jefatura de policía de Alta Baviera declaró que no tenía indicios de actividad de extrema derecha por parte del autor.
El tabloide muniqués "tz" publicó una carta firmada "Heil H..." que Labus habría enviado a un amigo en octubre de 1996.
El investigador Lothar Adler, director médico de la Clínica Ecuménica Hainich de Mühlhausen, lo diagnosticó como típico de una persona impulsiva y cansada de la vida, "psicosocialmente aislada y fracasada". El hecho de que el vengativo hombre no sólo matara a su antiguo jefe, sino que además quisiera castigar a los profesores años después de terminar su carrera escolar, no sorprende en absoluto al experto: "Para muchos, los años escolares son una época de insultos. Así que la escuela se convierte en un lugar de ataque". Al final, la policía también asumió este motivo, "todo parece una venganza contra sus supuestos enemigos", dijo un investigador. La policía descartó un motivo de extrema derecha asumido inicialmente.
Según un informe de Spiegel Online, Labus había querido alistarse como mercenario en Kosovo unos años antes, pero fue devuelto en la frontera croata, interceptado por los soldados.

## Efectos
Se celebró una procesión con velas y una misa ecuménica en la catedral de Freising. Las clases para los alumnos de la escuela de comercio se reanudaron esa misma semana, pero el edificio de la escuela permaneció cerrado debido a la investigación. Los jóvenes se trasladaron a la escuela secundaria técnica vecina. Esta escuela también se vio afectada indirectamente por el atentado. Dado que no fue posible determinar dónde se encontraba el autor durante el crimen, también aquí se tomaron las medidas de cierre adecuadas. Sin embargo, cuando resultó que el autor del crimen no había permanecido allí, se dejó a la escuela de negocios durante unos días.
El ministro presidente de Baviera, Edmund Stoiber (CSU), expresó sus condolencias a las familias de las víctimas en nombre de todo el gabinete. Otto Schily (SPD) anunció que el "terrible suceso" no era "adecuado para poner en el punto de mira al gran número de propietarios legales de armas".
Según el Ministerio de Finanzas de Baviera, seis maestros denunciaron un accidente en el trabajo después de la matanza . Según el ministerio, todos estaban en la escuela, pero algunos solo se enteraron del ataque cuando salieron del edificio. Todos estos casos fueron reconocidos como accidentes de trabajo.
Cuatro meses después, el profesor al que Labus realmente quería disparar recibió una amenaza de muerte anónima : "Puedes reírte de nuevo, te cazaremos, te mataremos", decía la carta, que estaba firmada como "los herederos de Adam".